# Łaźnica (jezioro)
Łaźnica, niem. Laschnitza See (1922) - jezioro w Polsce, w województwie warmińsko-mazurskim w powiecie szczycieńskim, w gminie Jedwabno.

## Dane
- Powierzchnia: 25,6 ha
- Powierzchnia wysp: 0,5 ha
- Maksymalna głębokość: 2,1
- Średnia głębokość: 0,9 m
- Typ: linowo-szczupakowy
- Jezioro hydrologicznie otwarte, poprzez cieki:
  - na południu wypływa strumyk do jeziora Sasek Mały
  - na północy wypływa z niego rów (często wyschnięty) do jeziora Warchały

W 1938 nazwa jeziora została "zgermanizowana" do Laschnitz See.

## Opis
Jezioro leży na północny wschód od Jeziora Jasnego, około 1000 w linii prostej od tego akwenu. Ma kształt zbliżony do okrągłego. Na planie jeziora, nieco na północ od środka, leży mała wysepka. Brzegi płaskie, trudno dostępne, otoczone podmokłymi łąkami i mokradłami. Dojście do jeziora jest możliwe tylko w dwóch miejscach od strony wysokiego lasu z kierunku północno-wschodniego. W pozostałych miejscach brzegi porośnięte są tatarakiem i inną roślinnością wysoką na bujającym się kożuchu. Dojście do lustra wody jest niemożliwe. Dalej od mokradeł otaczających wodę rośnie las mieszany: olsza, świerk i sosna. Ławica przybrzeżna i dno zbiornika są muliste. Woda w jeziorze jest średnio przejrzysta, w okresie lata występują zakwity roślinności wodnej i wówczas przejrzystość wody znacznie się zmniejsza.
Ichtiofauna składa się głównie z linów i karasi, występują też ryby białe: szczupaki i okonie. Drapieżniki jednak nie osiągają dużych rozmiarów, gdyż jezioro, ze względu na niewielką głębokość, wrażliwe jest na powstawanie podczas ostrych zim przyduchy. Wówczas następuje śnięcie ryb.
Dojazd ze Szczytna do jeziora: drogą krajową nr 58 w stronę Nidzicy, następnie w miejscowości Warchały, drogą gruntową w lewo, wzdłuż jeziora Warchały. Po dojechaniu do jeziora Płociczno skręcić w lewo.